# Leptelmis orchymonti
Leptelmis orchymonti is een keversoort uit de familie beekkevers (Elmidae). De wetenschappelijke naam van de soort werd in 1942 gepubliceerd door Joseph Delève.